# Michael Berling
Michael Berling (født 24. april 1982 i Aarhus) er en tidligere professionel cykelrytter fra Danmark, og siden maj 2018 U19-landstræner for Danmarks Cykle Unions landevejsryttere.
Han har vundet flere danmarksmesterskaber i banecykling.